# ویلیام دوزیر
ویلیام دوزیر (به انگلیسی: William Dozier) (زاده ۱۳ فوریهٔ ۱۹۰۸-درگذشته ۲۳ آوریل ۱۹۹۱) بازیگر آمریکایی بود.
از فیلم‌هایی که وی در آن نقش داشته است می‌توان به ژیگولوی آمریکایی اشاره کرد.